# Ben Azubel
Ben Azubel (hebräisch בן אזובל; * 19. September 1993 in Gane Tikwa) ist ein israelischer Fußballspieler.

## Karriere

### Verein
Ben Azubel erlernte das Fußballspielen in den israelischen Jugendmannschaften von Maccabi Tel Aviv, Maccabi Petach Tikwa, Maccabi Haifa und Hapoel Kfar Saba. Seinen ersten Vertrag unterschrieb er am 1. August 2011 bei seinem Jugendverein Hapoel Kfar Saba. Der Verein aus Kfar Saba spielte in der zweiten israelischen Liga. Anschließend spielte er bis August 2016 bei den Zweitligisten Hakoah Amidar Ramat Gan, Hapoel Ironi HaScharon und Hapoel Petach Tikwa. Ende August 2016 ging er nach Albanien. Hier schloss er sich dem Erstligisten FK Partizani Tirana aus der Hauptstadt Tirana an. Für Tirana bestritt er sieben Erstligaspiele. Im Januar 2017 kehrte er wieder nach Israel zurück. Von Januar 2017 spielte er für die israelischen Vereine Hapoel Aschkelon, Hapoel Akko, Hapoel Haifa, Bne Jehuda Tel Aviv, Maccabi Netanja und Hapoel Ra’anana. Im Juli 2022 zog es ihn nach Australien, wo er einen Vertrag bei Perth Glory unterschrieb. Mit dem Verein aus Perth spielte er sechsmal in der ersten Liga, der A-League Men. Nach einem halben Jahr wechselte er im Dezember 2022 nach Thailand. Hier nahm ihn der Erstligist BG Pathum United FC unter Vertrag. Am 20. Mai 2023 stand BG das Endspiel des Thai League Cup. Das Finale wurde gegen Buriram United mit 2:0 verloren. Nach insgesamt neun Ligaspielen wurde sein Vertrag im Sommer 2023 nicht verlängert. Im Juli 2023 kehrte er in seine Heimat zurück. Hier schloss er sich dem Erstligisten Hapoel Jerusalem an. Nach nur zwei Monaten wechselte er zum Zweitligisten Hapoel Umm al-Fahm FC. Für den Verein aus Umm al-Fahm bestritt er zwölf Zweitligaspiele. Im Januar 2024 zog es ihn wieder nach Thailand. Hier nahm ihn der Erstligist Trat FC unter Vertrag. Am Ende der Saison 2023/24 belegte er mit Trat den letzten Tabellenplatz und musste somit in die zweite Liga absteigen.

### Nationalmannschaft
Ben Azubel spielte 2012 viermal in der israelischen U19-Nationalmannschaft.

## Erfolge
BG Pathum United FC
- Thailändischer Ligapokalfinalist: 2022/23